# Dendromecon
Dendromecon es un género de  fanerógamas, de la familia de las papaveráceas. Comprende 21 especies descritas y de estas, solo 2 aceptadas. Son arbustos hasta pequeños árboles, nativos de California y norte de Baja California.

## Descripción
Las hojas son perennes, alternas, lanceoladas a ovadas, de 3-10 cm de largo. Las flores son de color amarillo satinado.

## Taxonomía
El género  fue descrito por George Bentham y publicado en Transactions of the Horticultural Society of London, ser. 2, 1(5): 407. 1835. La especie tipo es Dendromecon rigida Benth.

## Especies
- Dendromecon harfordii Kellogg
- Dendromecon rigida Benth.